# Bernardino Landete Aragó
Bernardino Landete Aragó (València, 1879 - Madrid, 1968) fou un metge i científic valencià considerat el pioner de l'estomatologia espanyola i creador de la cirugia maxil·lofacial a Espanya.

## Formació i creació d’una especialitat mèdica
Fill del metge valencià Bernardino Landete i Vila i germà del la també estomatòloga Josefina Landete Aragó, el 1902 es llicencia amb excel·lent a la Facultat de Medicina de la Universitat de València, on havia estat un actiu estudiant membre de l'Acadèmia Médico-Escolar de l’Ateneu Científic. Es doctora el 1903, també amb excel·lent, a la Universidad Central de Madrid.
Els seus inicis, com a metge del Cuerpo de Sanidad de la Armada (per oposició, 1903) i com a metge de la Beneficencia Municipal de Madrid (per oposició, 1904), es van desenvolupar en el camp de l'otorrinolaringologia. No obstant, es converteix el 1904 en el primer metge en obtenir el títol d'odontòleg, dedicant-se de seguida a la cirurgia maxil·lofacial. El 1905 és nomenat professor en cap del servei d'Estomatologia de l'Instituto Rubio i del 1907 al 1912 és professor del departament d’Odontologia a la Facultad de Medicina de Madrid. Amb un cas greu de desfiguració facial resolt amb la seua habilitat quirúrgica, es presenta en el IV Congreso Dental Español celebrat el 1907 a València. En aquells moment inicia amb el també valencià Álvaro Chornet la que serà una fructífera col·laboració entorn de l’innovador ús de l’anestèsia en aquest camp. El 1911 interromp la docència pensionat per la Junta de Ampliación de Estudios per a estudiar Pròtesi Quirúrgica a Dresde, Londres i París. Amb la creació el 1914 de l'Escuela de Odontología de Madrid, la seua carrera pedagògica i acadèmica es veurà definitivament lligada a aquesta institució adscrita a la Facultat de Medicina. La càtedra que va guanyar en el moment de crear-se l'Escuela va ser la de Pròtesi Dental. Altres tres càtedres van ser guanyades per Florestán Aguilar, Juan Mañes i Pedro Mayoral Carpintero. El 1916 es invitat a col·laborar en la magna obra en tres volums impulsada per Gregorio Marañón i Teófilo Hernando, Manual de Medicina Interna, sent-li assignat el primer capítol titulat Enfermedades de la boca.
Fins a la Guerra Civil espanyola, Landete practica innovadores intervencions de cirurgia maxil·lofacial i impulsa i aporta la seua visió mèdica a l’Odontologia, presentant el fruit de les seues investigacions en congressos especialitzats. Molts d’aquests treballs seran realitzats amb la col·laboració d'Álvaro Chornet i Pedro Mayoral. També publica investigacions i troballes en revistes com ara La Odontología i Odontología Clínica, dirigides por Florestán Aguilar i ell mateix respectivament. Tradueix al castellà, també en col·laboració, diferents aportacions científiques europees, es relaciona amb personalitats de l’odontologia internacional i comença a aplicar la radiologia dental a Espanya.

## Divisió i reforma en l’Odontologia espanyola
Fins al 1914, a Espanya venia produint-se una nítida separació històrica entre metges i dentistes. En crear-se llavors l'Escuela de Odontología, per obtenir la titulació calia superar els dos primers cursos de Medicina (després en serien tres) i posteriorment altres dos cursos de formació específica, però no es tractava d'una llicenciatura. Les diferents concepcions sobre la reforma de l'odontologia que es van posar en marxa a Espanya van conduir a una distanciació de posicions i un cert antagonisme personal entre els catedràtics Bernardino Landete i Florestán Aguilar, creant-se una autèntica divisió en la professió. Aguilar (amb lligams a la monarquia i a la dictadura de Primo de Rivera) defenia que els dentistes haurien de tindre la seua pròpia formació acadèmica, separats dels metges. Per la seua banda, Landete es va mostrar sempre partidari de que l’Odontologia fos part, com una branca més, de la Medicina, defenent aquesta opció des de la Federación Estomatológica Española, la qual va presidir des de la seua fundació el 1913.
Amb la instauració de la Segona República, Landete aconseguirà imposar les seues tesis i deixar així reformada i definida acadèmicament la disciplina mèdico-dental. Pren possessió el 1932 de l’assignatura d’Odontologia a l'Escuela de Odontología de Madrid i el febrer del 1935 és nomenat director de la mateixa escola. Des del seu càrrec, i avalat per la seua ampla formació, va encapçalar el canvi que s'havia d’operar en la seua àrea professional i científica, essent partidari de la doble condició dentista-metge. «Els odontòlegs —afirma— van traure l’odontologia dels carrers i la van introduir en els gabinets dentals per a salvar dents. Nosaltres, els estomatòlegs, l’hem introduït en els hospitals i preservem vides».

## Guerra Civil i depuració política
Home d’oberta ideologia republicana, al capdavall es va trobar en la llarga llista de científics, intel·lectuals i simples ciutadans espanyols atrapats entre dos focs en esclatar la Guerra Civil. Amenaçat a Madrid per extremistes d’esquerres, va practicar la cirurgia de rereguarda en Colmenarejo al començament del conflicte i acabaria refugiant-se a València. Tot i que a la fi de la guerra va intentar reprendre la seua activitat universitària, la seua ideologia i el rerefons polític del passat enfrontament (de republicans contra monàrquics) en la pugna professional amb el doctor Aguilar acabarien passant-li factura en forma d’expedient disciplinari. Igualment van ser expedientats i depurats (en el llenguatge oficial) altres catedràtics de l'Escuela de Estomatología com ara Pedro Mayoral i Juan Mañes, que van marxar cap a l'exili. Per bé que en defensa del doctor Landete es van pronunciar veus de prestigi durant la tramitació del procés de depuració, el 16 de gener del 1940 el jutge instructor Fernando Enríquez de Salamanca conclou:
1. Todos los cargos han quedado probados.
2. Don Bernardino Landete Aragó ha sido y es persona de ideas izquierdistas, de mentalidad liberal e inadaptado al Glorioso Movimiento Nacional.
3. Perteneció al Frente Popular hasta el 18 de julio y mantuvo amistad con Azaña (aunque haya firmado bajo juramento su apoliticismo).
4. Se movió libremente en el ambiente rojo y no colaboró con el Movimiento.
5. Deforma la verdad exigida bajo juramento.
6. Persona de tales antecedentes, de tal actuación durante la Guerra y en tal actitud hacia la nueva España no está capacitada para la delicada función de educar a la juventud española.

Així mateix va proposar al ministre Ibáñez Martín la separació definitiva del servei del catedràtic. El 16 de gener del 1946 va ser resolt l'expedient de depuració que el condemnava a l’abandó de la seua activitat universitària.

## Reintegració professional honorífica i reconeixença pòstuma
Relegat a l’activitat privada, a poc a poc va començar Landete a intervindre de nou en actes professionals i a pronunciar conferències a diferents llocs, incloent-hi l'Escuela de Estomatología de Madrid que ell mateix havia dirigit.
Deu anys més tard, per l’agost del 1949, un ofici del director general d’Enseñanza Universitaria, traslladat al rector i al degà, feia per resolt l'expedient administratiu del 1939 i el reintegrava a la seua càtedra amb la retribució corresponent al seu escalafó. Comptant Landete 70 anys, la reparació li va aplegar de manera honorífica just ans d’obtenir la jubilació el 12 d’octubre d’aquell any. El 9 de desembre del 1949, van començar els actes d’un homenatge al catedràtic amb una missa presidida pel mateix jutge instructor de l'expedient de depuració i aleshores degà de la Facultat de Medicina, Fernando Enríquez de Salamanca, en la capella de l’Escuela de Estomatología de la Ciutat Universitària.
El científic no va poder tornar a impartir classes. Tanmateix, l’Escuela de Estomatología el convidaria a fer una lliçó magistral i una sessió clínica; a més, el 1954 s'hi creen els Premis Landete Aragó destinats als tres treballs més destacats sobre pròtesi estomatològica. Aquest guardó va ser concedit, entre d'altres, a l’odontòleg (i posteriorment reconegut comunicador mediambiental) Félix Rodríguez de la Fuente en graduar-se el 1957. Bernardino Landete mor el 14 de febrer del 1968 a Madrid. El 22 de març següent, la Sociedad Española de Estomatología el va retre en la seua seu un Homenaje póstumo en memoria del querido maestro profesor Bernardino Landete. En la vetllada van intervindre destacats professionals i amics, molts d’ells antics deixebles.

## Altres reconeixences

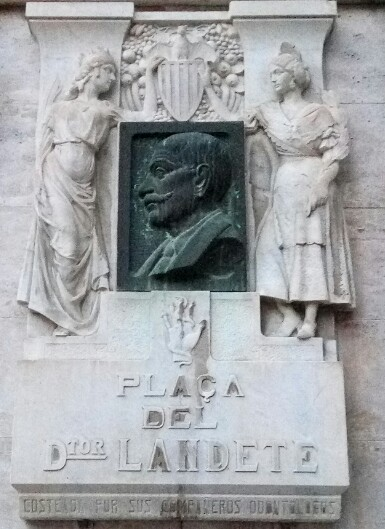
Plaça del Doctor Landete a València; relleu escultòric sufragat pel col·lectiu d’odontòlegs el 1923.

L'enorme popularitat guanyada per Landete, no només en els cercles científics, professionals i docents, ja va propiciar que el 29 de juliol del 1923 se li dediqués, a la seua ciutat nadiua, una important plaça en un acte on es va descobrir un relleu escultòric sufragat pel col·lectiu d’odontòlegs amb el perfil del científic i on aquest va agrair l’inusual gest amb una persona viva contestant a les autoritats en un discurs pronunciat en valencià.
Emplaçat a l’ala dreta de la Facultat d’Odontologia de la Universitat Complutense de Madrid hom troba un actiu espai de trobades i conferències que rep el nom d’«Aula Magna Bernardino Landete», essent l’ala esquerra dedicada a l’«Aula Magna Florestán Aguilar».

## Obra científica
- Bernardino Landete: Concepto clínico de la hiperclorhidria y su tratamiento. Tesi doctoral defensada el 20 de juny del 1903. Biblioteca de Tesis Doctorales y Publicaciones Académicas. Facultad de Odontología de Madrid.
- Bernardino Landete Aragó: Cirugía y Prótesis bucofacial. Actes del IV Congreso Dental Español. La Odontología, Madrid, 1907.
- Bernardino Landete Aragó i Álvaro Chornet: Indicaciones y contraindicaciones del somnoformo. Actes del IV Congreso Dental Español. La Odontología, Madrid, 1907.
- Bernardino Landete: Fístulas del mentón de origen dentario. Imprenta Clásica Española. Madrid, 1915.
- Bernardino Landete: La extracción dentaria. Progresos realizados en nuestros días. Discurs pronunciat en la sessió inaugural del curs del 1918 al Cercle Odontològic de Catalunya. Imprenta La Hormiga de Oro, Barcelona, 1918.
- Bernardino Landete: Adenitis submaxilares de origen dentario en los niños. Archivos españoles de pediatría. Madrid, 1918.
- Bernardino Landete: Patología del cordal. Demostración radiógraca de la exodoncia del tercer molar inferior. La Odontología (Madrid, 1919).
- Bernardino Landete: Radiografías odontológicas y su interpretación. presentada en la secció d’Odontologia del I Congreso de Ciencias Médicas (Sevilla, octubre del 1924).
- Bernardino Landete i Pedro Mayoral: Bactériothérapie et odonto-stomatologie. Masson et cie. París, 1925.
- Bernardino Landete: Las hemorragias alarmantes de la boca. Manera de prevenirlas y tratarlas (Madrid, 1928).
- Bernardino Landete i Pedro Mayoral: Introducción al estudio de la Odontología (Madrid, 1929 y 1931).
- Bernardino Landete: Apicectomie. Notre procédé opératoire en trois temps. Communication présentée au VI Congrès annuel de Stomatologie, Paris, 21-26 Octobre 1929. Revue de Stomatologie, Tomo XXI, nº 5. Masson et Cie. Éditeurs. París, 1930.
- Bernardino Landete i Pedro Mayoral: Vacunoterapia general y especial de las infecciones quirúrgicas y bucales. Manuel Pubil, editor. Valencia.
- Bernardino Landete: Anecdotario de Cajal. Revista de Odontología Clínica, nº 11 (Madrid, 1934).